# 光荣啊，中国共青团
《光荣啊，中国共青团》现为中国共产主义青年团的团歌。1987年，共青团中央向全国征集团歌，由胡宏伟作词、雷雨声作曲的《光荣啊，中国共青团》在5300多首候选歌曲中脱颖而出。1988年在共青团第十二次全国代表大会上被定为代团歌，2003年经共青团第十五次全国大会批准确定为正式团歌。

## 历史
1987年，中国共青团机关报《中国青年报》刊登了团歌的征稿启事。沈阳军区前进歌舞团的作曲家，时年34岁的胡宏伟，看到启事后决定参与创作。一天出门散步的时候，胡宏伟脑海里闪出一幅画面：五月的天安门前，姹紫嫣红的花朵盛开，一片生机勃勃的景象。于是他决定将把五月的花海作为年轻人的意象，花海体现群体感。五四运动在五月，五月又如同年轻人一样朝气蓬勃，青年比作五月的花海，意味着他们在中国大地上奋斗。于是，就有了歌词中的“我们是五月的花海，用青春拥抱时代”。一个月后，他写出了五六个版本。经过比较，胡宏伟选择了其中之一，将歌词寄给了中国青年报社。1987年10月3日，《中国青年报》刊登了10首从全国数千首应征歌曲中选出的团歌候选作品，其中胡宏伟的作品《我们是明天的太阳》排名第一。后来该歌名改为《光荣啊，中国共青团》。1988年5月，在中国共产主义青年团第十二次全国代表大会上，经与会代表投票表决，《光荣啊，中国共青团》被最终确定为中国共产主义青年团代团歌。

## 修改
2003年2月，雷雨声在总政歌舞团和战友歌舞团合唱队的帮助下，将时长1分47秒的原曲缩短为1分28秒，并根据不同的使用情况，推出了普通版、器乐版、无童声版、艺术版四个版本。

## 使用
- 中国共产主义青年团团歌是中国共产主义青年团的象征和标志。团的各级组织和每一个团员都应当尊重团歌，维护团歌的尊严。
- 在下列场合，应当奏唱团歌：  （一）团的全国代表大会、代表会议、中央委员会全体会议；  （二）团的地方各级代表大会、代表会议、委员会全体会议；  （三）团的基层代表大会、代表会议、团员大会；  （四）入团仪式和超龄离团仪式；  （五）团的各级组织举办的重要的大型集会、集体活动和有关仪式；  （六）其他应当奏唱团歌的场合。
- 团的各级组织和团员应当在适宜的场合规范使用团歌，增强光荣感和责任感。奏唱团歌应当使用团歌标准演奏曲谱或者团歌官方录音版本。奏唱团歌时，在场人员应当举止庄重，不得有不尊重团歌的行为。团歌不得用于或者变相用于商标、广告等商业性活动，不得作为公共场所的背景音乐，不得在不适宜的场合使用。 [2]

## 相关歌曲
- 《共青团员之歌》